# Ireneusz Dydliński
Sylwester Ireneusz Dydliński (ur. 26 grudnia 1960 w Skarżysku-Kamiennej) – polski aktor teatralny i filmowy, reżyser i producent teatralny.

## Życiorys
W 1984 roku ukończył studia na PWST w Krakowie. Pracował w następujących teatrach:
- Teatr Dramatyczny w Warszawie (1985-87)
- Teatr Studio w Warszawie (1987-91)
- Teatr Powszechny w Radomiu (1994-96)
- Teatr Narodowy w Warszawie (od 1997)
- Teatr Polski w Poznaniu (od 2006)

Od 2003 roku prowadzi własną firmę zajmującą się realizacją projektów teatralnych.

## Filmografia
- 1989: Gorzka miłość
- 1989: Gorzka miłość (serial telewizyjny) (odc. 2)
- 1991: Rozmowy kontrolowane
- 1995: Awantura o Basię
- 1996: Awantura o Basię (serial telewizyjny) (odc. 2)
- 1996: Ekstradycja 2
- 1997–2000: Dom (odc. 20 i 24)
- 1998: Złotopolscy − mężczyzna wzywający pogotowie do Weroniki (odc. 80)
- 1998: Biały Kruk − kapitan policji
- 1999: Cztery w jednym − kierowca Burdyłowicza
- 1999: Egzekutor
- 1999: Operacja Samum − łącznościowiec w Ambasadzie Polskiej w Iraku
- 2000–2001: Adam i Ewa − lekarz
- 2000–2005: Na dobre i na złe − lekarz pogotowia (odc. 34); technik-radiolog (odc. 192)
- 2001: Marszałek Piłsudski (odc. 7)
- 2001: Przeprowadzki − więzień Pawiaka (odc. 10)
- 2001: Requiem − apostoł
- 2002: Chopin. Pragnienie miłości
- 2002–2010: Samo życie − 3 role: taksówkarz; mężczyzna, który zainteresował się siedzącą na ławce zapłakaną Donatą Leszczyńską; lekarz
- 2002: To tu, to tam − komendant
- 2003–2010: Na Wspólnej − Łukasz Korzym
- 2003: Rozwód, czyli odrobina szczęścia w miłości − „papużka nierozłączka”
- 2004–2010: Klan − 2 role: nauczyciel Jasia Rafalskiego prowadzący z nim indywidualny tok nauczania; mistrz ceremonii w Urzędzie Stanu Cywilnego, w którym ślub brali Mariola Kaczorek i Julian Deptuła
- 2004: Bulionerzy − taksówkarz (odc. 12)
- 2004: Fala zbrodni (odc. 16)
- 2004–2007: Kryminalni − lekarz policyjny
- 2004–2008: Plebania − Wojciech Jędrzejewicz, syn Niny (odc. 449, 488); lekarz (1200 i 1201)
- 2005–2007: M jak miłość − taksówkarz (odc. 352 i 479)
- 2007: Dwie strony medalu − lekarz (odc. 71 i 72)
- 2007: Ja wam pokażę! − lekarz pogotowia (odc. 12)
- 2008: Twarzą w twarz − strażnik więzienny
- 2008: Wydział zabójstw − technik Maciek
- 2009: Czas honoru − mecenas Radwański (odc. 18 i 20)
- 2009: Historia Kowalskich − dziennikarz
- 2009: Naznaczony − policjant z psem (odc. 11)
- 2010: 1920. Wojna i miłość − policjant w antykwariacie (odc. 4)
- 2010: Joanna
- 2011: Linia życia − dyrektor liceum
- 2011: Siła wyższa − strażak (odc. 4 i 5)
- 2011: Hotel 52 − prezes klubu (odc. 46)
- 2012: Prawo Agaty − mężczyzna w firmie (odc. 16)
- 2012: Pierwsza miłość − Ratajczak
- 2014: Przyjaciółki − urzędnik USC (odc. 50)
- 2014: Historia o ożywionych obrazach – Jan Suchorzewski (odc. pt. Jan Matejko „Konstytucja 3 maja 1791 roku”
- 2015: Pielęgniarki – mężczyzna
- 2015: Wesołowska i mediatorzy – Jan (odc. 5)
- 2015: Skazane – sierżant sztabowy Służby Więziennej, strażnik w Areszcie Śledczym w Warszawie (odc. 9-10, 13)
- 2015: Ojciec Mateusz – Stefan Gałka (odc. 184)
- 2015: Na wieży babel – wczasowicz
- 2015: Na sygnale – prezes (odc. 61)
- 2015: Barwy szczęścia – Koenig (odc. 1299)
- 2016: Strażacy – kierownik PKP (odc. 11)
- 2016: Bodo – gość na przyjęciu
- 2017: Wojenne dziewczyny – właściciel knajpy (odc. 13)
- 2017: Polska Niepodległa - Historia w ożywionych obrazach – policmajster (odc. pt. Stanisław Masłowski „Wiosna roku 1905”)
- 2017: Komisarz Alex – policjant w Szczytnie (odc. 121)
- 2017: Gliniarze (serial telewizyjny) – jako Jakub Sobczak (odc. 167)
- 2018: Ojciec Mateusz – Albert Kuźma (odc. 261)
- 2018: Dziewczyny ze Lwowa – proboszcz (odc. 37)
- 2018: Drogi wolności – prezes syndykatu dziennikarzy (odc. 10)
- 2018: Szpital dziecięcy – Adam Rados (odc. 52)
- 2019 Leśniczówka (serial telewizyjny) – doktor Mirek (odc. 80)
- 2019 Rodzinny interes (serial telewizyjny) – Ryszard Wrzosek